# Chōkyū
Chōkyū (japanisch 長久) ist eine japanische Ära (Nengō) von Dezember 1040 bis Dezember 1044 nach dem gregorianischen Kalender. Der vorhergehende Äraname ist Chōryaku, die nachfolgende Ära heißt Kantoku. Die Ära fällt in die Regierungszeit des Kaisers (Tennō) Go-Suzaku.
Der erste Tag der Chōkyū-Ära entspricht dem 16. Dezember 1040, der letzte Tag war der 15. Dezember 1044. Die Chōkyū-Ära dauerte fünf Jahre oder 1461 Tage.

## Ereignisse
- 1040 Die Throninsignie Yata no Kagami wird durch ein Feuer zerstört